# 최종일 (1965년)
최종일(崔鍾日, 1965년 11월 5일~)은 대한민국의 기업인이다. 아이코닉스의 대표이사이며, 아동용 애니메이션 인 《뽀롱뽀롱 뽀로로》의 기획자로 알려져있다.

## 수상 내역
- 2007년: 대한민국캐릭터대상 대통령상
- 2008년: 대한민국캐릭터대상 대통령상